# География Панамы
Республика Панама — страна в Центральной Америке на Панамском перешейке между Карибским морем и Тихим океаном, граничит с Коста-Рикой на западе и Колумбией на востоке.
Общая площадь — 78 200 км² (суша — 75 990 км², вода — 2 210 км²), береговая линия — 2490 км. Общая протяжённость границы — 687 км (из них с Колумбией — 339 км, с Коста-Рикой — 348 км).
Климат — морской тропический; высокая влажность, облачность; с мая по январь — сезон дождей, с января по май — сухой сезон.
Рельеф главным образом крутой, неровный; близ побережья — равнины, а внутренняя часть страны — горная, на востоке и северо-западе тропические леса.
Самая высокая точка — вулкан Бару (исп. volcan Baru) (3475 м), находится в провинции Чирики (исп. Chiriqui).
В период с 1904 по 1914 годы Панамский канал был достроен инженерными войсками армии США.